# Nan’ao

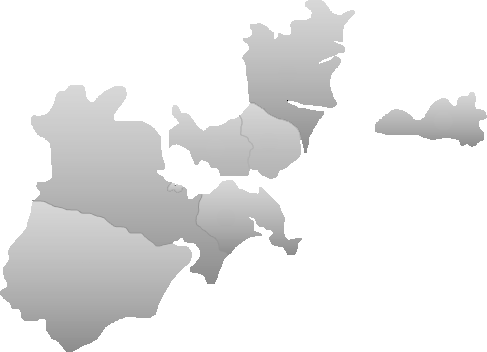
Lage des Stadtbezirks Jinping im Gebiet der bezirksfreien Stadt Shantou

Nan’ao (chinesisch 南澳县, Pinyin Nán’ào Xiàn) ist ein Kreis in der Provinz Guangdong in der Volksrepublik China. Er gehört zum Verwaltungsgebiet der bezirksfreien Stadt Shantou (汕头市,  Shàntóu shì, früher auch Swatow genannt). Nan’ao hat eine Fläche von 112,2 km² und zählt 64.429 Einwohner (Stand: Zensus 2020). Sein Hauptort ist die Großgemeinde Houzhai (后宅镇). Der Kreis besteht aus der Insel Nan’ao und einigen vorgelagerten Eilanden.